# Hans Jakob Löbl
Hans Jakob Löbl (auch Hanns Jacob Lebl oder Löble geschrieben; * um 1555 in Grein; † 11. Oktober 1602 in Linz) war Truchsess unter den habsburgischen Kaisern Maximilian II. und Rudolf II. und von 1592 bis 1602 Landeshauptmann von Oberösterreich.

## Leben
Hans Jakob Löbl war viele Jahre lang kaiserlicher Truchsess und wurde am 2. Januar 1589 in Prag in den Freiherrenstand erhoben. Als Landeshauptmann vertrat er die katholischen Interessen gegenüber der damals großteils evangelischen Bevölkerung in Oberösterreich, den Landständen und deren Wortführer Georg Erasmus von Tschernembl. Er verstand sich als Vollstrecker gegenreformatorischer Maßnahmen, die vom regional zuständigen Bischof von Passau Urban von Trennbach ausgingen und die Religionsfreiheit einengten. Während des Zweiten Oberösterreichischen Bauernaufstandes vertrieb er die Bauern aus Eferding und anderen Orten, die sie besetzt hatten. Im Jahr 1600 setzte Löbl den protestantischen Linzer Stadtrichter Peter Weiss ab und ließ ihn einkerkern (dessen Stadtrichterschwert ist im Schlossmuseum Linz zu besichtigen).

## Familie

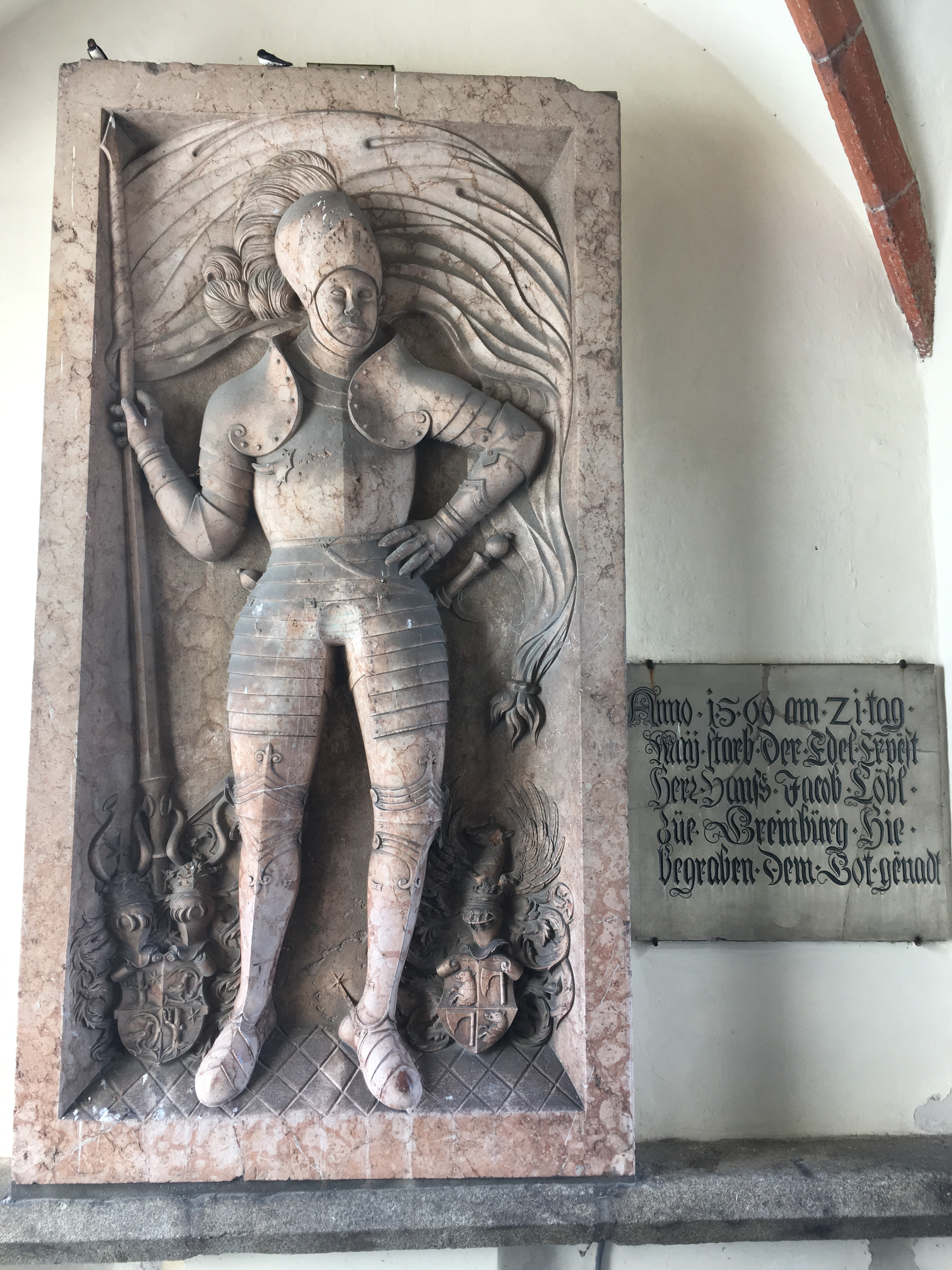
Grabstein seines gleichnamigen Onkels Hans Jakob Löbl bei der Pfarrkirche Grein

Hans Jakob Löbl war der Sohn des Hofdieners Johann Georg Löbl von Greinburg und dessen Gattin Katharina Gienger. Sein Bruder Johann Bernhard Löbl von Greinburg (1550–1609) war ab 1595 Oberstkämmerer des Erzherzogs Matthias und ab 1600 Hauptmann zu Forchtenstein und Eisenstadt. Der Marmor-Grabstein seines gleichnamigen Onkels Hans Jakob Löbl († 21. Mai 1560) befindet sich am Westturm der Pfarrkirche Grein. Sein Neffe Johann Christoph Löbl von Greinburg (1587–1638) war Hofkriegsratspräsident. Hans Jakob Löbl war mit Ursula Löbl verheiratet.